# 饒士瑞
饒士瑞（?—?），字繩武， 江西省建昌府南城縣人，清朝政治人物、進士出身。

## 生平
光緒十八年（1892年），参加光緒壬辰科殿試，登進士二甲27名。同年五月，改翰林院庶吉士 光緒二十年四月，散館，授翰林院編修。